# Joyce Warner
Joyce Warner es una deportista británica que compitió en tiro con arco, en la modalidad de arco recurvo. Ganó tres medallas en el Campeonato Mundial de Tiro con Arco al Aire Libre, en los años 1955 y 1957.

## Palmarés internacional
| Campeonato Mundial al Aire Libre | Campeonato Mundial al Aire Libre | Campeonato Mundial al Aire Libre | Campeonato Mundial al Aire Libre |
| Año                              | Lugar                            | Medalla                          | Prueba                           |
| -------------------------------- | -------------------------------- | -------------------------------- | -------------------------------- |
| 1955                             | Helsinki (Finlandia)             | Medalla de oro                   | Equipo                           |
| 1955                             | Helsinki (Finlandia)             | Medalla de plata                 | Individual                       |
| 1957                             | Praga (Checoslovaquia)           | Medalla de bronce                | Equipo                           |